# Russell Hicks
Pour les articles homonymes, voir Hicks.
Russell Hicks est un acteur américain, de son nom complet Edward Russell Hicks, né à Baltimore (Maryland, États-Unis) le 4 juin 1895, mort d'une crise cardiaque à Los Angeles (Californie, États-Unis) le 1er juin 1957.

## Biographie
Russell Hicks débute comme figurant en 1915 et 1916, sur deux films de D. W. Griffith. Mais surtout, après l'avènement du parlant, il participe comme « second rôle » à plus de 300 films américains de 1933 à 1956, notamment des westerns.
Pour la télévision, il apparaît dans des séries de 1950 à 1957.
Au théâtre, il joue à Broadway entre 1925 et 1955, dans neuf pièces et une comédie musicale.

## Filmographie
Au cinéma

### Années 1910
- 1915 : Naissance d'une nation (Birth of a Nation) de D. W. Griffith
- 1916 : Intolérance (Intolerance : Love's Struggle throughout the Ages) de D. W. Griffith

### Années 1930
- 1933 : Before Morning d'Arthur Hoerl
- 1934 : Enlighten Thy Daughter de John Varley
- 1934 : Mushrooms de Ralph Staub
- 1934 : My Mummy's Arms de Ralph Staub
- 1934 : La Maison du chien qui hurle (The Case of the Howling Dog) d'Alan Crosland
- 1934 : Rayon d'amour (Happiness Ahead) de Mervyn LeRoy
- 1934 : Le Cabochard (The St. Louis Kid) de Ray Enright
- 1934 : L'Oiseau de feu (The Firebird) de William Dieterle
- 1934 : Gentlemen Are Born d'Alfred E. Green
- 1934 : Babbitt de William Keighley
- 1934 : Meurtre dans les nuages (Murder in the Clouds) de D. Ross Lederman
- 1934 : Mariage secret (The Secret Bride) de William Dieterle
- 1935 : Le Bousilleur (Devil Dogs of the Air) de Lloyd Bacon
- 1935 : La Dame en rouge (The Woman in Red) de Robert Florey
- 1935 : Douce musique (Sweet Music) d'Alfred E. Green
- 1935 : While the Patient Slept de Ray Enright
- 1935 : Sur le velours (Living on Velvet) de Frank Borzage
- 1935 : Cardinal Richelieu de Rowland V. Lee
- 1935 : Casino de Paris (Go into Your Dance) d'Archie Mayo et Michael Curtiz
- 1935 : $10 Raise de George Marshall
- 1935 : La Joyeuse Aventure (Ladies Crave Excitement) de Nick Grinde
- 1935 : Honeymoon Limited d'Arthur Lubin
- 1935 : Lady Tubbs d'Alan Crosland
- 1935 : L'Enfer (Dante's Inferno) d'Harry Lachman
- 1935 : Les femmes aiment le danger (Ladies Love Danger) de H. Bruce Humberstone
- 1935 : Thunder in the Night de George Archainbaud
- 1935 : Charlie Chan à Shanghaï (Charlie Chan in Shanghai) de James Tinling : James Andrews
- 1935 : 1,000 Dollars a Minute d'Aubrey Scotto
- 1935 : L’Incendiaire de New York (Grand Exit) d'Erle C. Kenton
- 1935 : Radio-crochet (Millions in the Air) de Ray McCarey
- 1935 : La Fiancée imprévue (If You Could Only Cook) de William A. Seiter
- 1936 : Le Mystère de Mason Park (Two in the Dark) de Benjamin Stoloff
- 1936 : Le Défenseur silencieux (Tough Guy) de Chester M. Franklin
- 1936 : Rose-Marie de W.S. Van Dyke
- 1936 : En suivant la flotte (Follow the Fleet) de Mark Sandrich
- 1936 : La musique vient par ici (The Music Goes 'Round) de Victor Schertzinger
- 1936 : Laughing Irish Eyes de Joseph Santley
- 1936 : Séquestrée (Woman Trap) de Harold Young
- 1936 : Special Investigator de Louis King
- 1936 : Fatal Lady (en) d'Edward Ludwig
- 1936 : Hearts in Bondage (en) de Lew Ayres
- 1936 : La Télévision révélatrice (Trapped by Television) de Del Lord
- 1936 : Ticket to Paradise d'Aubrey Scotto
- 1936 : Bunker Bean de William Hamilton et Edward Killy
- 1936 : Spendthrift de Raoul Walsh
- 1936 : Grand Jury d'Albert S. Rogell
- 1936 : Straight from the Shoulder de Stuart Heisler
- 1936 : Le général est mort à l'aube (The General Died at Dawn) de Lewis Milestone
- 1936 : Les Écumeurs de la mer (Sea Spoilers) de Frank R. Strayer
- 1936 : L'Audacieuse (Fifteen Maiden Lane) d'Allan Dwan
- 1936 : Le Doigt qui accuse (The Accusing Finger) de James Patrick Hogan
- 1936 : Laughing at Trouble de Frank R. Strayer
- 1936 : Dodge City Trail de Charles C. Coleman
- 1937 : Prisons d’hommes (We Who Are About to Die) de Christy Cabanne
- 1937 : Secret Valley (en) de Howard Bretherton
- 1937 : Girl Overboard de Sidney Salkow
- 1937 : Espionnage de Kurt Neumann
- 1937 : 23 1/2 Hours Leave de John G. Blystone
- 1937 : Le Chant du printemps (Maytime) de Robert Z. Leonard
- 1937 : Un taxi dans la nuit (Midnight Taxi) d'Eugene Forde
- 1937 : L'Homme qui terrorisait New York (King of Gamblers) de Robert Florey
- 1937 : Let Them Live de Harold Young
- 1937 : Criminels de l'air (Criminals of the air) de Charles C. Coleman
- 1937 : It Happened Out West de Howard Bretherton
- 1937 : On demande une étoile (Pick a Star) d'Edward Sedgwick
- 1937 : Week-end mouvementé (Fifty Roads to Town) de Norman Taurog
- 1937 : The Wildcatter de Lewis D. Collins
- 1937 : On Again-Off Again d'Edward F. Cline
- 1937 : L'Or et la Chair (The Toast of New York) de Rowland V. Lee et Alexander Hall
- 1937 : Une dangereuse aventure (A Dangerous Adventure) de D. Ross Lederman
- 1937 : Mon oncle gangster (en) (The Big Shot) d'Edward Killy
- 1937 : Soixante-quinze minutes d'angoisse (The Man who cried Wolf) de Lewis R. Foster
- 1937 : Fit for a King d'Edward Sedgwick
- 1937 : Partners in Crime (en) de Ralph Murphy
- 1937 : Le meurtre de Westland (The Westland Case) de Christy Cabanne
- 1937 : Clipped Wings de Stuart Paton
- 1937 : SOS vertu! (Wise Girl) de Leigh Jason
- 1937 : L'Incendie de Chicago (In Old Chicago) d'Henry King
- 1938 : Big Broadcast of 1938 (The Big Broadcast of 1938) de Mitchell Leisen
- 1938 : Le Proscrit (Kidnapped) d'Alfred L. Werker et Otto Preminger
- 1938 : Les Hommes volants (Men with Wings) de William A. Wellman
- 1938 : Hôtel à vendre (Little Miss Broadway) d'Irving Cummings
- 1938 : L'Île des angoisses (Gateway) d'Alfred L. Werker
- 1938 : Vous ne l'emporterez pas avec vous (You can't take it with you) de Frank Capra
- 1938 : Fugitives for a Night de Leslie Goodwins
- 1938 : Cet âge ingrat (That Certain Age) d'Edward Ludwig
- 1938 : Kentucky de David Butler
- 1939 : Au nord de Shanghai (North of Shanghai) de D. Ross Lederman
- 1939 : Ennuis de ménage (Boy Trouble) de George Archainbaud
- 1939 : Boy Slaves de P.J. Wolfson
- 1939 : Honolulu d'Edward Buzzell
- 1939 : Les Trois louf'quetaires (The Three Musketeers) d'Allan Dwan
- 1939 : I Was a Convict d'Aubrey Scotto
- 1939 : La Grande Farandole (The Story of Vernon and Irene Castle) d'Henry C. Potter
- 1939 : Et la parole fut (The Story of Alexander Graham Bell) d'Irving Cummings
- 1939 : East Side of Heaven de David Butler
- 1939 : Hotel Imperial de Robert Florey
- 1939 : Pacific Express (Union Pacific) de Cecil B. DeMille
- 1939 : Man of Conquest de George Nichols Jr.
- 1939 : Stanley et Livingstone (Stanley and Livingstone) d'Henry King et Otto Brower
- 1939 : Hôtel pour femmes (Hotel for Women) de Gregory Ratoff
- 1939 : Our Leading Citizen d'Alfred Santell
- 1939 : La Glorieuse Aventure (The Real Glory) de Henry Hathaway
- 1939 : Rio de John Brahm
- 1939 : Hollywood Cavalcade d'Irving Cummings et Malcolm St. Clair
- 1939 : Bad Little Angel de Wilhelm Thiele
- 1939 : Les Maîtres de la mer (Rulers of the Sea) de Frank Lloyd
- 1939 : Joe and Ethel Turp Call on the President de Robert B. Sinclair
- 1939 : The Honeymoon's Over d'Eugene Forde
- 1939 : Devoir et déchéance (The Big Guy) d'Arthur Lubin
- 1939 : Swanee River de Sidney Lanfield
- 1939 : America's Safest Tire de Jean Yarbrough

### Années 1940
- 1940 : Tête chaude (East of the River) de Alfred E. Green
- 1940 : L'Oiseau bleu (The Blue Bird) de Walter Lang
- 1940 : Kidnappée (Parole Fixer) de Robert Florey
- 1940 : Johnny Apollo d'Henry Hathaway
- 1940 : La Caravane héroïque (Virginia City) de Michael Curtiz
- 1940 : Agent ennemi (Enemy Agent) de Lew Landers
- 1940 : Earthbound de Irving Pichel
- 1940 : La Tempête qui tue (The Mortal Storm) de Frank Borzage
- 1940 : Les Bas-fonds de Chicago (Queen of the Mob) de James Patrick Hogan
- 1940 : Sporting Blood de S. Sylvan Simon
- 1940 : Le Retour de Frank James (The Return of Frank James) de Fritz Lang
- 1940 : Junior G-Men de Ford Beebe et John Rawlins
- 1940 : Fugitive from a Prison Camp de Lewis D. Collins
- 1940 : Nobody's Children de Charles Barton
- 1940 : La Maison des sept péchés (Seven Sinners) de Tay Garnett
- 1940 : À l'est du fleuve (East of the River) de Alfred E. Green
- 1940 : Mines de rien (The Bank Dick) d'Edward F. Cline
- 1940 : La Femme aux cheveux rouges (Lady with Red Hair) de Curtis Bernhardt
- 1940 : A Night at Earl Carroll's de Kurt Neumann
- 1940 : No, No, Nanette de Herbert Wilcox
- 1940 : La Piste de Santa Fe (Santa Fe Trail) de Michael Curtiz
- 1940 : Love Thy Neighbor de Mark Sandrich
- 1941 : Arkansas Judge de Frank McDonald
- 1941 : Les Pionniers de la Western Union (Western Union) de Fritz Lang
- 1941 : La Blonde framboise (The Strawberry Blonde) de Raoul Walsh
- 1941 : Suicide ou Crime (A Man Betrayed) de John H. Auer
- 1941 : Here Comes Happiness de Noel M. Smith
- 1941 : Le Fantôme de Lord Barington (The Man Who Lost Himself) d'Edward Ludwig
- 1941 : Ellery Queen's Penthouse Mystery de James Patrick Hogan
- 1941 : L'Échappé de la chaise électrique (Man Made Monster) de George Waggner
- 1941 : Le Grand Mensonge (The Great Lie) de Edmund Goulding
- 1941 : Arènes sanglantes (Blood and Sand) de Rouben Mamoulian
- 1941 : Les Marx au grand magasin (The Big Store) de Charles Reisner
- 1941 : Sergent York (Sergeant York) de Howard Hawks
- 1941 : The Parson of Panamint (en) de William C. McGann
- 1941 : Fantômes en vadrouille (Hold that Ghost) de Arthur Lubin
- 1941 : Bombardiers en piqué (Dive Bomber) de Michael Curtiz
- 1941 : La Vipère (The Little Foxes) de William Wyler
- 1941 : The Pittsburgh Kid de Jack Townley
- 1941 : Doctors Don't Tell de Jacques Tourneur
- 1941 : Oncle malgré lui (Unexpected Uncle) de Peter Godfrey
- 1941 : Franc Jeu (Honky Tonk) de Jack Conway
- 1941 : Buy Me That Town d'Eugene Forde
- 1941 : Quel pétard ! (Great Guns) de Monty Banks
- 1941 : Ennemis publics (Public Enemies) de Albert S. Rogell
- 1941 : La Charge fantastique (They died with their Boots on) de Michael Curtiz
- 1941 : Alerte à San Francisco (Pacific Blackout) de Ralph Murphy
- 1941 : Sealed Lips (en) de George Waggner
- 1942 : Un Américain pur sang (Joe Smith, American) de Richard Thorpe
- 1942 : Deux Nigauds cow-boys (Ride 'Em Cowboy) de Arthur Lubin
- 1942 : Le Cambrioleur est bon enfant (Butch Minds the Baby) de Albert S. Rogell
- 1942 : Les Rivages de Tripoli (To the Shores of Tripoli) de H. Bruce Humberstone
- 1942 : Croisière mouvementée (Ship Ahoy) de Edward Buzzell
- 1942 : Fingers at the Window de Charles Lederer
- 1942 : Danse autour de la vie (We were dancing) de Robert Z. Leonard
- 1942 : Les Aventures de Tarzan à New York (Tarzan's New York Adventure) de Richard Thorpe
- 1942 : Pacific Rendezvous de George Sidney
- 1942 : Mademoiselle Palmer et son psychiatre (Lady in a Jam) de Gregory La Cava
- 1942 : Les Aigles auront des ailes (Wings for the Eagle) de Lloyd Bacon
- 1942 : Blondie for Victory de Frank R. Strayer
- 1942 : Le Faucon jaune (King of the Mounties) de William Witney
- 1942 : Keeping Fit de Arthur Lubin
- 1942 : Ivresse de printemps (Springtime in the Rockies) de Irving Cummings
- 1942 : Hitler – Dead or Alive de Nick Grinde
- 1942 : Strictly in the Groove de Vernon Keays
- 1942 : Tennessee Johnson de William Dieterle
- 1942 : Behind the Eight Ball de Edward F. Cline
- 1943 : Harrigan's Kid de Charles Reisner
- 1943 : Follow the Band de Jean Yarbrough
- 1943 : Laurel et Hardy chefs d'îlot (Air Raid Wardens) de Edward Sedgwick
- 1943 : Le Roi des cowboys (King of the Cowboys) de Joseph Kane
- 1943 : Three Hearts for Julia de Richard Thorpe
- 1943 : La Dame aux cheveux blancs (Someone to Remember) de Robert Siodmak
- 1943 : Du sang sur la neige (Northern Pursuit) de Raoul Walsh
- 1943 : La Sœur de son valet (His Butler's Sister) de Frank Borzage
- 1943 : There's Something About a Soldier d'Alfred E. Green
- 1943 : Quelle femme ! (What a Woman!) d'Irving Cummings
- 1943 : La Loi du Far West (The Woman of the Town) de George Archainbaud
- 1944 : Le Bal des sirènes (Bathing Beauty) de George Sidney
- 1944 : Hat Check Honey d'Edward F. Cline
- 1944 : Captain America d'Elmer Clifton et John English
- 1945 : Le Premier Américain à Tokyo (en) (First Yank into Tokyo) de Gordon Douglas
- 1945 : Week-end au Waldorf (Week-end at the Waldorf) de Robert Z. Leonard
- 1945 : La Vallée du jugement (The Valley of Decision) de Tay Garnett
- 1945 : La Belle de San Francisco (Flame of Barbary Coast) de Joseph Kane
- 1945 : Penny cherche un père (That Night with You) de William A. Seiter
- 1945 : La Rue rouge (Scarlet Street) de Fritz Lang
- 1945 : Apology for Murder de Sam Newfield
- 1946 : Le Fils de Robin des Bois (The Bandit of Sherwood Forest) de Henry Levin et George Sherman
- 1946 : Alibi suspect (Dark Alibi) de Phil Karlson
- 1946 : La Pluie qui chante (Till the Clouds roll by) de Richard Whorf, Vincente Minnelli et George Sidney
- 1947 : Le Maître de la prairie (The Sea of Grass) de Elia Kazan
- 1947 : Deux Nigauds démobilisés (Buck Privates Come Home) de Charles Barton
- 1947 : Au carrefour du siècle (The Beginning of the End) de Norman Taurog
- 1947 : Hollywood en folie (Variety Girl) de George Marshall
- 1947 : Fun on a Weekend de Andrew L. Stone
- 1948 : La Flèche noire (The Black Arrow) de Gordon Douglas
- 1948 : Trente-six Heures à vivre (The Noose hangs high) de Charles Barton
- 1948 : L'Emprise (The Hunted) de Jack Bernhard
- 1948 : La Rivière d'argent (Silver River) de Raoul Walsh
- 1948 : Quand le rideau tombe (The Velvet Touch) de Jack Gage
- 1948 : Les Pillards (The Plunderers) de Joseph Kane
- 1949 : Les Chevaliers du Texas (South of St. Louis) de Ray Enright
- 1949 : Samson et Dalila (Samson and Delilah) de Cecil B. DeMille
- 1949 : Le Rebelle (The Fountainhed) de King Vidor
- 1949 : Malaya de Richard Thorpe

### Années 1950
- 1950 : Le Chevalier de Bacchus (The Big Hangover) de Norman Krasna
- 1950 : Jamais deux sans toi (Duchess of Idaho) de Robert Z. Leonard
- 1951 : 14 Heures (Fourteen Hours) d'Henry Hathaway
- 1951 : La Belle du Montana (Belle Le Grand) d'Allan Dwan
- 1952 : The Maverick de Thomas Carr
- 1953 : Man of Conflict de Hal R. Macklin
- 1956 : L'Extravagante Héritière (You can't run away from it) de Dick Powell
- 1956 : La Mission du capitaine Benson (7th Cavalry) de Joseph H. Lewis

## Théâtre
Pièces à Broadway, sauf mention contraire
- 1925 : The Wisecrackers de Gilbert Seldes
- 1926 : No Trespassing de John Hunter Booth
- 1928 : Goin' Home de Ransom Rideout, avec Richard Hale, Georges Renavent
- 1930 : Torch Song de Kenyon Nicholson, avec Guy Kibbee
- 1932 : Nona de Gladys Unger, avec Millard Mitchell, Oscar Polk, Lenore Ulric
- 1932-1933 : The Little Black Book d'Harold Sherman, avec Jerome Cowan
- 1934 : Sa Majesté s'amuse (All the King's Horses), comédie musicale, livret et lyrics de Frederick Herendeen, musique d'Edward A. Horan
- 1948 : Time for Elizabeth de Norman Krasna et Groucho Marx, mise en scène de Norman Krasna, avec Katharine Alexander, Otto Kruger
- 1953 : On borrowed Time de Paul Osborn, d'après un roman de Lawrence Edward Watkin, avec Victor Moore, Beulah Bondi, Leo G. Carroll
- 1954-1955 : The Caine Mutiny Court-Martial d'Herman Wouk (d'après son livre The Caine Mutiny), avec Henry Fonda, Robert Gist, John Hodiak, Lloyd Nolan